# Schlacht bei St. Quentin (1914)
Die Schlacht bei St. Quentin (französisch: Bataille de Guise) war am Beginn des Ersten Weltkrieges eine Auseinandersetzung an der Westfront. An der Oise zwischen St. Quentin und Guise traf zwischen 28. und 30. August 1914 die deutsche 2. Armee unter Generaloberst Karl von Bülow auf einen überraschenden starken Gegenstoß der französischen 5. Armee unter General Charles Lanrezac. Die deutsche 2. Armee war zu Beginn der Schlacht am 28. August nach Abgabe des Garde-Reserve-Korps und des VII. Reserve-Korps (Schlacht um die Festung Maubeuge) noch etwa 230.000 Mann stark. Die französische 5. Armee war im Moment des Gegenangriffes mit fünf Korps zahlenmäßig überlegen, musste sich aber dennoch nach zweitägigen schweren Kämpfen zurückziehen.

## Vorgeschichte
Für den 25. August hatte das französische Oberkommando unter Marschall Joffre den General Lanrezac zu einem Gegenangriff nach Norden befohlen, der aber nicht ausgeführt werden konnte, weil das britische Expeditionskorps (General John French) nach der Niederlage in der Schlacht bei Mons vor der deutschen 1. Armee (Generaloberst Alexander von Kluck) zurückgehen musste. Der dabei in der Luft hängende linke Armeeflügel zwang daher General Lanrezac ebenfalls hinter die Oise zurückgehen. In der Nacht zum 26. August 1914 zogen sich die Alliierten nach der Schlacht von Le Cateau nach St. Quentin zurück.
Zwei Korps der deutschen 2. Armee waren zu Belagerungsaufgaben abgestellt – sie konnten am weiteren Vormarsch in Richtung Süden nicht mehr teilnehmen. Das Garde-Reserve-Korps (General der Artillerie Max von Gallwitz) belagerte seit 21. August die Festung Namur und wurde ab 26. August zusammen mit dem XI. Armee-Korps (General Otto von Plüskow), das der 3. Armee (Generaloberst Max von Hausen) entnommen wurde, nach Ostpreußen verlegt, des Weiteren blieb die Masse des VII. Reserve-Korps (General der Infanterie Hans von Zwehl) mit 13. und 14. Reserve-Division ab 27. August als Belagerungstruppe vor der Festung Maubeuge zurück (diese gab am 7. September ihre Kapitulation bekannt).

## Beidseitiger Aufmarsch

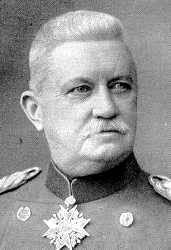
Karl von Bülow, Oberbefehlshaber der deutschen 2. Armee

Die deutsche 2. Armee stand nach dem Sieg an der Sambre mit der Masse im Raum südwestlich Avesnes. Das X. Armee-Korps hatte seine weitere Stoßrichtung auf Guise, links davon das Gardekorps auf Hirson genommen. Am äußeren rechten Flügel war die deutsche 1. Armee nach dem Sieg bei Le Cateau über Landrecis im Vorgehen auf die Sommelinie zwischen Amiens und Péronne, ihr linker Flügel – das IX. Armee-Korps hielt nordwestlich von St. Quentin Verbindung mit dem X. Reserve-Korps, dem rechten Flügel der 2. Armee.
Am 27. August blieb die französische 5. Armee bei Guise an der Oise stehen und wartete Verstärkungen für den geplanten Gegenangriff ab. Auf dem äußersten linken Flügel der alliierten Front deckte das französische Kavalleriekorps Sordet, weiter westlich sperrten mehrere Territorial-Divisionen den unteren Lauf der Somme von Picquigny bis zum Ärmelkanal. Die britische 3., 4. und 5. Division waren am 28. August nach der Niederlage gegen die deutsche 1. Armee ungeordnet in Noyon eintreffen. Die britische 1. und 2. Division haben in besserer Verfassung ihren Zusammenhalt bewahrt und sollten am Abend in Chauny eintreffen. Tatsächlich zog sich das britische 1. Korps aus Origny-Sainte-Benoite am rechten Ufer der Oise zurück und etablierten sich am Abend am Südufer zwischen Andelain und Bichancourt. Die Nordfront der Stadt St. Quentin wurde notdürftig durch die 69. Reserve-Division (General Henri Prosper Le Gros) gedeckt. Am rechten Flügel Lanrezacs musste nach dem Zurückweichen der 4. Armee auch das 18. und 3. Korps zurückgehen. Auf französischer Seite wurde zwischen 27. August und 5. September im Raum nordöstlich Paris auf Betreiben des französischen Oberbefehlshabers Joffre eine neue 6. Armee unter General Maunoury aufgestellt. Sie wurde gebildet aus dem aus dem Elsass abgezogenen 7. Korps (General Vautier), bestehend aus der 14. Infanterie - und 63. Reserve-Division, der 55. und 56. Reserve-Division aus Lothringen, und der 61. und 62. Reserve-Division aus dem befestigten Lager von Paris. Für spätere Gegenangriffe wurden als Verstärkung noch das 4. Korps (General Boëlle) von der 3. Armee und die aus Afrika herangeführte 45. Division (General Drude) herangeführt. Die französische Heeresleitung hoffte nunmehr, an der Oise und Maas die Freiheit des Handelns wiederzugewinnen.
Am 27. August erreichte Bülows 2. Armee mit dem X. Armee-Korps und dem Gardekorps die Oise. Das X. Armee-Korps erkämpfte im Zentrum im Kampf mit dem französischen 3. Korps zwei Oise-Übergänge bei Étreux und Guise.

### Beteiligte Truppenteile
Deutsche 2. Armee, Generaloberst von Bülow (Generalstabschef: Generalleutnant Otto von Lauenstein)
- 17. Division des IX. Armee-Korps von der 1. Armee
- X. Reserve-Korps unter General der Infanterie von Kirchbach mit 2. Garde-Reserve-Division und 19. Reserve-Division
- X. Armee-Korps unter General der Infanterie von Emmich mit 19. und 20. Division
- VII. Armee-Korps unter General der Kavallerie von Einem mit 13. und 14. Division
- Gardekorps unter General der Infanterie von Plettenberg mit 1. und 2. Garde-Division
- Gardejäger und Gardeschützen von der Garde-Kavallerie-Division und der 5. Kavallerie-Division

Französische 5. Armee, General Lanrezac (Generalstabschef: General Alexis Hély d’Oissel)
- 4. Reservegruppe unter General Valabrègue mit 53. und 69. Reserve-Division
- 18. Korps unter General Mas-Latrie mit 35., 36. und 38. Infanterie-Division
- 3. Korps unter General Hache mit 5., 6. und 37. Infanterie-Division
- 1. Korps unter General Franchet d'Esperey mit 1. und 2. Infanterie-Division
- 10. Korps unter General Defforges mit 19. und 20. Infanterie-Division
- Rechter Flügel: 51. Reserve-Division und 4. Kavallerie-Division (General Pierre Charles Abonneau)

## Schlachtverlauf

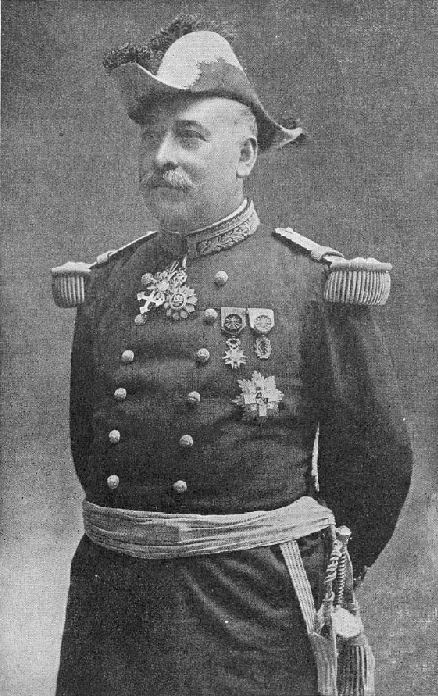
Général Charles Lanrezac, Oberbefehlshaber der französischen 5. Armee

### 28. August
Im Laufe des 28. August wurde das Hauptquartier der französischen 5. Armee von Marle nach Laon zurückgenommen, während deren Korps am Ende des Marsches folgende Bewegungen durchführten:
- Das 1. Korps (Hauptquartier in Tavaux) marschierte mit der 1. Division (General Marie Alexandre Gallet) an der Serre zwischen Agnicourt und Saint-Pierremont auf, die 2. Division (General Henry Deligny) stand zwischen Bosmont und Hary, die 8. Brigade rechts im Marsch in Richtung Montcornet. Die 51. Reserve-Division an der Linie La Neuville-Bosmont und Goudelancourt und die 4. Kavalleriedivision im Raum Bouteille, Bucilly-l'Abbaye deckten gemeinsam die rechte Flanke der 5. Armee und stellten die Verbindung zum 9. Korps der französischen 4. Armee her.
- Westlich von Vervins hatte das 10. Korps (Hauptquartier in Lugny) die 19. Division (General Gaëtan Bonnier) in Richtung Gercy, Voulpaix, Saint-Pierre und die 20. Division (General Alphons Charles Ménissier) in Rougeries - les Bouleaux, Marfontaine vorgeschoben. Dahinter blieb die 37. Division (General Louis Comby) in Saint-Gobert, Lugny und Rogny als zweites Treffen stationiert, dieses hatte aber bereits den Befehl, am 29. August um 1 Uhr morgens aufzubrechen, um zur Verfügung des 3. Corps in Richtung La Hérie-la-Viéville vorzurücken.
- Das 3. Korps an dessen Spitze General Hache anstelle von General Sauret getreten war, befand sich auf der Straße von Marle im Vormarsch auf Guise, die 5. Division (General Elie Verrier) nach Puisieux, Sains-Richaumont, La Neuville-Housset, die 6. Division (General Georges Bloch) nach Courjumelles und Le Hérie-la-Viéville. Die 69. Reserve-Division machte am Nachmittag Halt zwischen Landifay und Courjumelles, machte sich bereit selbst südlich von Guise anzugreifen und setzte ihre Bewegung nach Renansart und Nouvion-et-Catillon fort. Zwei Bataillone der vorgeschobenen und weit verstreuten 53. Reserve-Division hielten die Brücken von Guise und Flavigny, sie wurden gegen Mittag als erstes von deutschen Truppen angegriffen und auf das Südufer der Oise zurückgedrängt. Während die 5. Division zur Unterstützung die Front von Audigny, Clanlieu besetzte, transportierte die 35. Division ihre Artillerie mit einer Brigade von La Hérie-la Viéville nach Guise, stoppte den deutschen Vormarsch, brach dann aber den Kampf ab. Bei Einbruch der Dunkelheit zog man sich in Richtung Pleine-Selve und Parpeville zurück.
- Das 18. Korps (Hauptquartier in Chevresis-Monceau) stand mit der 35. Division (General Charles Exelmans) an der Linie Parpeville-Pleine-Selve und hielt die Brücke bei Lucy; die 36. Division (General Théophile Ange Jouannic) stand bei Villers-le-Sec und besetzte Ribemont und Séry-lès-Mézières. Die 38. Division (General Paul Muteau) war zwischen Monceau-le-Neuf' und La Ferté-Chevrésis aufmarschiert.
- Die 4. Reserve-Gruppe (General Valabregue) war mit Masse als linker Armeeflügel im Raum La Fère nach Westen ausgerichtet und bereit, schnell in Richtung zur Oise vorzurücken. Ihre Außenposten waren am Ostufer der Oise und auf dem Kanal zwischen Séry-lès-Mézières und Achery verteilt. Die 53. Reserve-Division versammelte ihre Verbände zwischen Ribemont bis Guise, mit der 105. Brigade westlich von Audigny und Macquigny, während die 106. Brigade die Brücken von Ribemont und Séry-lès-Mézières besetzte und auf Ablösung durch das 18. Korps wartete.

Die Franzosen begannen ihren ersten Angriff mit zwei Korps am rechten Flügel (1. und 10. Korps) nach Norden auf Guise. Zwei weitere Korps (3. und 18. Korps) wurden gleichzeitig im Zentrum der 5. Armee in Richtung auf Montiny angesetzt.
Gegen diese vorgehende Schlachtlinie der Franzosen ging die nach Süden auf Laon gerichtete eigene Angriffsfront der deutschen 2. Armee vor.
Am rechten Flügel der 2. Armee, der auf das westliche Oise-Ufer nach Süden vorstieß, konnten die Truppen das X. Reserve-Korps (General der Artillerie von Kirchbach) St. Quentin überraschend schnell besetzen. Das X. Armee-Korps (General der Infanterie von Emmich) und das Gardekorps (General der Infanterie von Plettenberg) griffen derweil am linken Flügel über Guise – nach Süden an. Guise und seine südliche Vorstadt Flavigny fiel in die Hand der 19. Infanterie-Division (Generalleutnant Hofmann). Die Vorhut der 1. Armee - das Höhere Kavallerie-Kommando Nr. 1 (General der Kavallerie von Richthofen) verfolgte die Engländer und hielt die Verbindung zur 2. Armee aufrecht, dessen Reiterei überschritt die Somme und den Canal de Saint-Quentin bei Ham und St. Simon. Die 13. Infanterie-Division (Generalleutnant von dem Borne), welche rückwärts eintraf, wurde bei Bohain zwischen X. Armee-Korps und X. Reserve-Korps in die deutsche Front eingeschoben. Die 14. Infanterie-Division (General Paul Fleck) und die 2. Garde-Reserve-Division (Generalleutnant von Süsskind-Schwendi) traten bei Chatillon zwischen X. Armee-Korps und X. Reserve-Korps in die Schlachtlinie ein, beide Formationen gingen über die Oise vor und drängten die französische 69. Reserve-Division aus der Stadt hinaus. St. Quentin wurde von der 19. Reserve-Division (Generalleutnant von Bahrfeldt) besetzt, die dort verteidigenden französischen Reservetruppen zogen sich kämpfend auf den Sambre-Oise-Kanal zurück. Die freigewordene 53. Reserve-Division wurde auf den rechten Flügel Lanrezacs nach Vervins geworfen. Sie verschleierte dort den Abzug des französischen 1. Korps (General Franchet d’Esperey), das ins Zentrum umgruppiert wurde.

### 29. August
Nachdem der französische Angriff westlich Hirson bei Marfontaine am Widerstand des deutschen Gardekorps gescheitert war, gruppierte General Lanrezac das 1. Korps in die Mitte der Schlachtfront um. Seine Armeereserve – die 2. Division (General Henry Victor Deligny), die bei Faucouzy (südlich von Hérie-la-Viéville) eingetroffen war, sollte ab Mittag per Bahn nach Versigny (5 Kilometer östlich von La Fère) an die äußerste Linke der 5. Armee transportiert werden. Diese Maßnahme entsprach aber noch der ersten Konzeption der Schlacht: die deutschen Streitkräfte westlich der Oise in Richtung St.-Quentin anzugreifen und sie auf die englische Armee zu drängen. Heftige deutsche Angriffe aus dem Norden gegen das 10. und 3. Korps veranlassten General Lanrezac gegen Mittag seinen ersten Plan zu ändern. Die neue Aufgabe der 5. Armee bestand jetzt vorrangig darin, die deutschen Truppen, die auf das linke Ufer der Oise übergegangen waren, zurückzuwerfen.
Die britische Nachhut - I. (Douglas Haig) und II. Corps (Smith-Dorrien) hielten an diesem Tag noch die Linie Noyon-Chauny bis La Fère, wo der Anschluss an die französische 53. Reserve-Division (den linken Flügel der 5. Armee) erfolgte. Die französische 69. Reserve-Division versuchte ihre 138. Brigade und die gesamten Divisionsartillerie auf die Höhen von Urvillers zu bringen, um den Anmarsch des 18. Korps an die Oise zu unterstützen und den Abzug der anderen Reserve-Divisionen sicherzustellen, wobei bei Essigny-le-Grand konzentriert wurde. Die 137. Brigade rückte - während sie die westlichen Ausgänge der Brücken bei Berthenicourt und Moy hielt - über Hamégicourt und Alaincourt in Richtung der Puisieux-Farm vorzurücken, wo sie bereit war die 69. Reserve-Division bei Urvillers zu verstärken. Die 53. Reserve-Division versuchte über die Brücke bei Hamégicourt und südlich von Guinguette zur Straße Benay-Cerizy vorzudringen. Am rechten Flügel der deutschen 2. Armee griff jetzt westlich von St. Quentin die 17. Division der 1. Armee mit ihrer Artillerie wirkungsvoll in die Kämpfe ein und unterstützte damit das Vorgehen des X. Reserve-Korps zur Oise.
Beim deutschen Vorstoß südlich Guise erreichte die deutsche 19. Infanterie-Division Audigny, die 20. Infanterie-Division Macquigny, die 2. Garde-Division (General von Winckler) Puisieux, die 1. Garde-Division (General von Hutier) wurde auf Proisy angesetzt.
General Lanrezac hatte am 29. August morgens die Rückeroberung von St. Quentin befohlen: Das 3. Korps hatte mit seiner Vorhut sofort bis Courjumelles vorzustoßen und dann auf ganzer Front in Richtung Guise und St-Quentin anzugreifen. Das 18. Korps hatte Ribemont mit seiner Vorhut zu besetzen und sollte Schritte unternehmen, um die Oise bei Ribemont und bei Séry-lès-Mézières zu überqueren. Die Kavallerie hatte am rechten Ufer nördlich und südlich von St. Quentin vorgeschoben aufzuklären, um in dieser Region nach der deutschen Linken zu suchen. Die Gruppe der Reservedivisionen sollte die Flanke an der Oise bewachen und seine Abteilungen zu den Brücken von Origny, Ribemont und Séry-les-Mézières vorführen, welche die Übergänge solange sichern sollten, bis sie von Linientruppen des 3. und 18. Korps abgelöst würden. Die Brücken flussabwärts bis Séry-lès-Mézières sollten zur eigenen Verwendung intakt gehalten werden. Das 3. Korps, das in Richtung St.-Quentin angreifen sollte, wurde durch die 37. Division (General Louis Comby) verstärkt, die in der Region Lugny vorgehen sollte. An den Angriffsdispositionen für des 10. und 1. Korps änderte sich nichts.
Im Zentrum konzentrierte Lanrezac für den Gegenstoß in der Mitte drei Korps (von links nach rechts – die 6., 37., 5., 1., 20. und 19. Division) um Guise zurückzunehmen. Es war notwendig, dort eine zusätzliche Reserve zu halten, und die 2. Division wurde um 15 Uhr der Mitte der Front zugeführt.
Der französische Angriff konnte das deutsche X. Armee-Korps zur Oise zurückdrängen. Die deutsche 19. Division konnte die Lage bei Jonqueuse – Mont-d’Origny nur mit letzter Mühe stabilisieren.

### 30. August
Am 30. August ging am rechten Flügel der 2. Armee das deutsche X. Reserve-Korps mit 2. Garde-Reserve-Division und 19. Reserve-Division weiter auf den Oiseabschnitt Mézières – Châtillon – Sissy gegenüber Ribemont vor, wo das französische 18. Korps mit der algerischen 38. Division (General Paul Muteau) vorerst Halt gebot. General Bülow konnte seinen rechten Flügel durch Unterstellung der 17. Division (Generalleutnant Arnold von Bauer) von der 1. Armee, jetzt erheblich verstärken. Auch auf dem linken Flügel konnte das Gardekorps Marly und Wiège-Faty besetzen, die 1. Garde-Division stieß weiter auf Le Sourd, die 2. Garde-Division auf Laigny vor. Die 19. Division schob im Zentrum der Schlachtlinie Teile der Brigade Oertzen auf die Höhe östlich Mont d’Origny vor, um der 13. Division von Norden her Hilfe beim Oise-Übergang zukommen zu lassen. Nachdem auch die 14. Infanterie-Division weiter südlich bei Mézières den äußeren rechten Flügel verstärkte, war das X. Reserve-Korps in der Lage, den ganzen Oise-Abschnitt zwischen Ribemont und Vendeuil zu forcieren. General Lanrezac sah sich daher zunehmend an beiden Flanken selbst bedroht und gab seine Durchbruchsversuche im Zentrum bei Guise auf; er kämpfte aber hinhaltend weiter. Erst am Abend des Tages stellte er seine Gegenangriffe endgültig ein und ging wegen der besseren Verschleierung in einem Nachtmarsch auf La Ferté und Marle zurück und löste sich erfolgreich von den Deutschen. 2000 Gefangene verblieben in der Hand der deutschen 2. Armee, welche zwar durch die vierwöchigen langen Märsche und Kämpfe ermüdet war, aber trotzdem weiter nach Laon verfolgte.

## Deutsche Verluste
Im Reichsarchiv werden die Verluste des Deutschen Reiches wie folgt angegeben:
| Truppenteil               | Offiziere | Mannschaften | Gesamt |
| ------------------------- | --------- | ------------ | ------ |
| 1. Garde-Division         | 74        | 2.651        | 2.725  |
| 2. Garde-Division         | 15        | 386          | 401    |
| 19. Infanterie-Division   | 58        | 1.908        | 1.966  |
| 20. Infanterie-Division   | 38        | 1.325        | 1.363  |
| 13. Infanterie-Division   | 15        | 380          | 395    |
| 14. Infanterie-Division   | 5         | 73           | 78     |
| 19. Reserve-Division      | 60        | 1.635        | 1.695  |
| 2. Garde-Reserve-Division | 19        | 418          | 437    |
| Gesamt                    | 284       | 8.776        | 9.060  |

Zusätzlich hatten die Korpstruppen des X. Armeekorps bzw. des Gardekorps sieben bzw. acht Mann Verluste zu beklagen. Die Verluste der Korpstruppen des X. Reserve-Korps und des VII. Armee-Korps sind unbekannt, sind aber wohl ähnlich hoch. Die Verluste der Gardjäger und Gardeschützen (Garde-Kavallerie-Division und 5. Kavallerie-Division) sind ebenso unbekannt. Die Verluste der 17. Division betrugen null, da diese Division nicht zum Einsatz kam.
Die höchsten Verluste hatte das 1. Garde-Regiment zu Fuß mit 26 Offizieren (44,8 % der Stärke) und 1171 Mannschaften (40,4 % der Stärke) zu beklagen. Auch sehr hohe Verluste hatten das 2. Hannoversche Infanterie-Regiment Nr. 77  (6 Offiziere (14 %) und 725 Mannschaften (28 %)), das 3. Garde-Regiment zu Fuß (23 Offiziere (34,3 %) und 722 Mannschaften (26,5 %)) und das Füsilier-Regiment „General-Feldmarschall Prinz Albrecht von Preußen“ (Hannoversches) Nr. 73 (11 Offiziere (27,5 %) und 652 Mannschaften(33,5 %)) zu beklagen.

## Folgen
Auf Betreiben des französischen Oberbefehlshabers Marschall Joffre war es gelungen, den englischen General French zu veranlassen, mit seinem I. Korps die Aisnehöhen nördlich Soissons bis zum 1. September besetzt zu halten, um der Heereskavallerie der deutschen 1. Armee den Übergang über den Fluss und ein Vorstoßen in den Rücken der französischen 5. Armee zu verwehren. Joffre hatte zudem von der 2. Armee (General Noël de Castelnau) in Lothringen Reserven für den mittleren Frontabschnitt freigemacht. – Anfang September etablierte sich vor der deutschen 2. Armee im Raum Châlons-sur-Marne die neue 9. Armee unter General Ferdinand Foch, welche zwischen 5. und 4. Armee eingeschoben wurde. Zusammen mit der sich im Raum Meaux – gegenüber der deutschen 1. Armee – gebildenden 6. Armee würden beide Formationen die Voraussetzung für die am 6. September eingeleitete alliierte Gegenoffensive an der Marne sein. Die deutschen Truppen änderten wegen ihrer Erfolge im Zentrum ihren Kurs südwärts in Richtung Marne, anstatt gemäß Schlieffenplan Paris im Westen zu umgehen.